# 익모초속
익모초속은 꿀풀과의 한 속이다. 종종 Leonotis속 식물과 분류학상 혼동된다.

## 한국 서식 종
- 익모초(Leonurus japonicus Houtt.)
- 송장풀(Leonurus macranthus Maxim.)